# جامعة ميتشيجان الغربية
جامعة ويسترن ميشيغان (بالإنجليزية: Western Michigan University)‏ المعروفة اختصارًا بـ Western أو WMU، هي جامعة حكومية بحثية تقع في مدينة كالامازو بولاية ميشيغان، الولايات المتحدة الأمريكية. تأسست في الأصل عام 1903 تحت اسم Western State Normal School على يد الحاكم آرون تي. بليس، بهدف إعداد وتدريب المعلمين. وقد تم تغيير اسمها إلى جامعة ويسترن ميشيغان في عام 1957.
تُعد جامعة ويسترن ميشيغان واحدة من ثماني جامعات بحثية في ولاية ميشيغان، وتُصنّف ضمن فئة "R2: جامعات الدكتوراه – ذات نشاط بحثي عالٍ".

## البرامج الأكاديمية
تضم الجامعة سبع كليات تمنح درجات علمية، وتقدّم:
- 147 برنامجًا لدرجة البكالوريوس[5]
- 73 برنامجًا لدرجة الماجستير
- 30 برنامج دكتوراه
- برنامجًا واحدًا لدرجة الاختصاص

الجامعة تخضع لإدارة مجلس أمناء مكوّن من ثمانية أعضاء يتم تعيينهم من قبل حاكم ولاية ميشيغان، ويُصادق عليهم مجلس الشيوخ في الولاية لفترات تمتد إلى ثماني سنوات.

## حرم الجامعة
تمتد جامعة ويسترن ميشيغان على مساحة واسعة تضم أكثر من 150 مبنى، وتتنوع منشآتها عبر عدة مواقع رئيسية داخل مدينة كالامازو والمناطق القريبة منها، وتشمل:
- الحرم الغربي (West Campus) – ويُعد المقر الرئيسي للجامعة.
- الحرم الشرقي (East Campus[6]) – يضم مباني تاريخية ومرافق إدارية.
- حرم أوكلاند درايف (Oakland Drive Campus[7]) – يحتوي على مرافق طبية وصحية.
- حرم باركفيو (Parkview Campus[8]) – مخصص لكلية الهندسة والتكنولوجيا.
- كلية الطيران (College of Aviation[9]) – تقع في مدينة باتل كريك، ميشيغان، وتُعد من أبرز كليات الطيران في الولايات المتحدة.

## الحرم الغربي
يُعد الحرم الغربي هو المقر الرئيسي والأكبر لجامعة ويسترن ميشيغان في مدينة كالامازو، ويُشار إليه غالبًا باسم "الحرم الرئيسي". تقع معظم المباني الأكاديمية والإدارية للجامعة في هذا الحرم، بما في ذلك:
- كلية الآداب والعلوم
- كلية هاوورث للأعمال
- كلية التربية والتنمية البشرية
- كلية الفنون الجميلة
- كلية الشرف لي
- مكتبة والدو

كما توجد العديد من السكنات الجامعية منتشرة في أنحاء الحرم الغربي، في حين تقع بعض المباني السكنية الأخرى، المعروفة محليًا باسم "الوادي" (The Valleys)، بجوار الحرم في منطقة جولدسورث فالي.
مكتبة والدو تُعد رابع أكبر نظام مكتبي جامعي في ولاية ميشيغان، وتضم ملايين الموارد المتنوعة، مثل الكتب، المواد السمعية والبصرية، الخرائط، الموارد الإلكترونية، وغيرها. وتحتوي أيضًا على مقهى، صالة طلاب، غرف دراسية، ومختبر للواقع الافتراضي.

### الأنشطة الثقافية والفنية في الحرم الغربي
يضم الحرم الغربي أيضًا قاعة ميلر، وهي صالة عروض كبيرة تتسع لما يقارب 3500 شخص، وتُعد رابع أكبر قاعة في ميشيغان. وتستضيف قاعة ميلر مجموعة واسعة من الفعاليات، تشمل المسرحيات الموسيقية، الحفلات، حفلات التخرج، وعروض الأفلام.
بجوار قاعة ميلر مباشرة، يقع مجمع جيلمور المسرحي، والذي يحتوي على ثلاث منصات للعروض المسرحية ومكاتب أعضاء هيئة التدريس.
أما مركز دالتون، فهو يضم مدرسة إيرفينغ جيلمور للموسيقى وقسم الرقص.
وفي عام 2007، تم إضافة مركز ريتشموند للفنون البصرية إلى مجمع الفنون الجميلة، وتلاه تجديد قاعة ساوث كورمان عام 2008 لتصبح مكاتب لأعضاء هيئة التدريس واستوديوهات حديثة. ويضم المبنيان مدرسة غوين فروستيك للفنون.

## حرم باركفيو
يُعد حرم باركفيو مقرًا لـ كلية الهندسة والعلوم التطبيقية بجامعة ويسترن ميشيغان، ويقع ضمن منتزه الأعمال والتقنية والبحث العلمي (Business Technology and Research Park).
تم إنشاء مبنى فلويد هول في عام 2003 بتكلفة بلغت 72.5 مليون دولار، وتبلغ مساحته 343,000 قدم مربع. يتكوّن المبنى من جناحين بثلاثة طوابق، طول كل جناح حوالي 600 قدم، ويربط بينهما هيكل زجاجي في المنتصف.
يبعد الحرم حوالي 3 أميال (4.8 كم) إلى الجنوب الغربي من الحرم الرئيسي للجامعة.
يمتد الحرم على مساحة 265 فدانًا، ويحتوي أيضًا على منشأة متخصصة في تغليف الورق.